# Amada inmortal

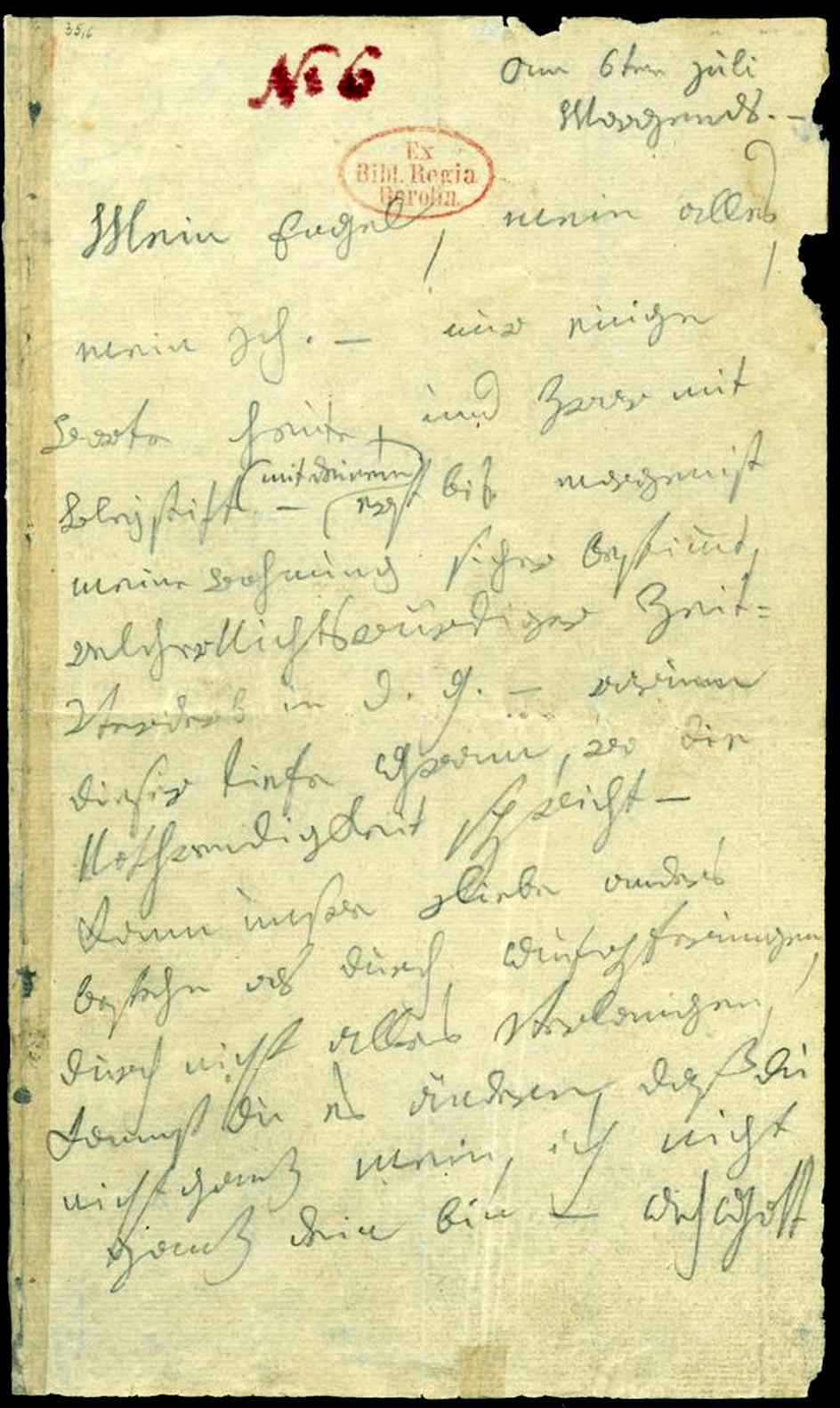
Facsímil de la primera página destinada a la Amada inmortal.

La carta a la Amada inmortal es uno de los documentos más fascinantes y misteriosos de la vida de Ludwig van Beethoven. Fue encontrada, junto con el testamento de Heiligenstadt, entre los papeles que dejó Beethoven al morir, en 1827.

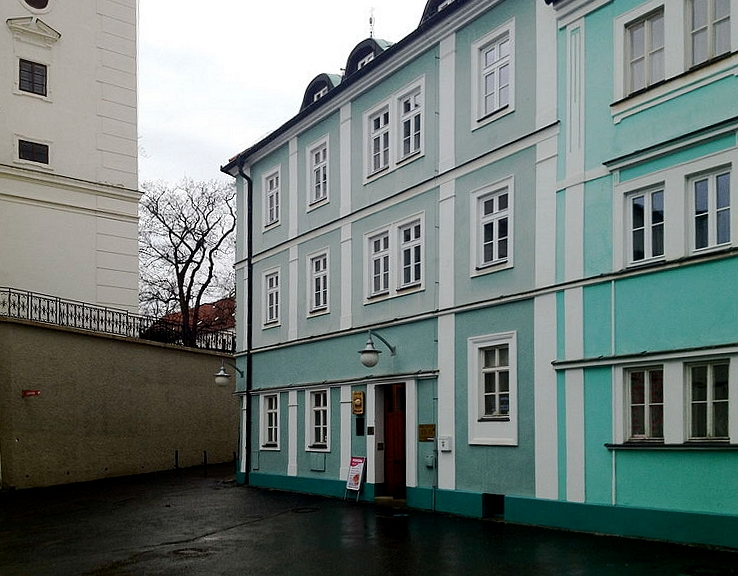
Teplice, Pensión Zur goldenen Sonne, donde Beethoven residió en julio de 1812. Probablemente escribió aquí la carta a la Amada Inmortal, (foto 2014)

La carta está fechada, simplemente, "el lunes 6 de julio", sin que figure el año, el lugar ni la destinataria. Esto ha dado lugar a una abundante especulación sobre quién sería la Amada inmortal. 
Puesto que en 1795, 1801, 1807, 1812 y 1818 el seis de julio fueron lunes, durante la época de la residencia de Beethoven en Viena, y dado que la carta especifica el día lunes 7, y también menciona la ciudad de "K" (probablemente refiriéndose a Karlovy Vary), generalmente se acepta que habría sido escrita en 1812, durante la visita del compositor a la ciudad balneario de Teplice (donde se encontró con Johann Wolfgang von Goethe), cercana a Karlovy Vary, ciudad también conocida como "Karlsbad" en alemán. En lo adelante de este documento, Karlovy Vary o Karlsbad serán utilizados indistintamente.

## Aspectos formales
Está escrita en cuatro hojas de 20 x 23,8 cm., por ambos lados, y —también por ambos lados— una hoja de 20 x 12cm. Fueron escritas a lápiz y el análisis ha revelado correcciones posteriores, con la intención de hacerla más legible para la publicación.

## Texto
De acuerdo con la traducción que aparece en la web Sobrecartas, el texto es el siguiente:
Lunes 6 de julio, por la mañana. Mi ángel, mi todo, mi ser mismo. Hoy sólo unas palabras y escribo con lápiz [el tuyo]. Sólo mañana determinaré definitivamente mi alojamiento, qué inútil pérdida de tiempo. Por qué este dolor tan profundo cuando se impone la necesidad, acaso nuestro amor puede perdurar como no sea a través del sacrificio, de modo que cada uno no lo exija del otro; acaso puedes modificar el hecho de que no eres totalmente mía, y yo no soy totalmente tuyo. ¡Oh, Dios mío, contempla las bellezas de la naturaleza y reconforta tu corazón con lo que debe ser! El amor lo exige todo y es muy justo que así sea, esa es mi actitud hacia ti y la tuya hacia mí. Pero tú olvidas muy fácilmente que debo vivir para mí y para ti; si estuviéramos totalmente unidos sentirías el dolor tan poco como yo. Mi viaje fue terrible; llegué aquí a las cuatro de la mañana de ayer. Como no tenía caballos, el cochero eligió otra ruta, pero qué espantosa; en la penúltima posta me advirtieron que no viajase de noche. Intentaron atemorizarme con la perspectiva del bosque, pero eso acentuó todavía más mi ansiedad, y me equivoqué. Y en efecto, la diligencia se atascó en el maldito camino, un camino que era un océano de lodo. Si no hubiese contado con estos postillones no habría podido salir de ahí. Esterházy, que viajaba por el camino normal, corrió la misma suerte que yo, pese que tenía ocho caballos en lugar de cuatro. De todos modos, el episodio me agradó un tanto, como es siempre el caso cuando supero con éxito las dificultades. Y ahora pasemos rápidamente de las cosas exteriores a las interiores. Seguramente nos veremos pronto; más aún, hoy no puedo compartir contigo los pensamientos que tuve los últimos días en relación con mi propia vida. Si nuestros corazones estuviesen siempre unidos, no concebiría tales pensamientos. Mi corazón desborda con tantas cosas que necesito decirte. ¡Ah! Hay momentos en que siento que el lenguaje de nada sirve. Anímate, continúa siendo mi auténtico y único tesoro, mi todo, como yo lo soy tuyo. Los dioses deben deparamos lo que merecemos. Tu fiel Ludwig.
Lunes 6 de julio, por la noche. Estás sufriendo, mi amadísima criatura -sólo ahora supe que es necesario despachar las cartas muy temprano la mañana de los lunes y los jueves, los únicos días que la diligencia del correo sale de aquí para K.- Estás sufriendo. ¡Ah, dondequiera estoy estás conmigo! Arreglaré contigo y conmigo que yo pueda vivir a tu lado. ¡ ¡ ¡Qué vida! !!! ¡ ¡ ¡Así!!! Sin ti, perseguido por la bondad de la humanidad aquí y allá, algo que tan poco deseo merecer como merezco. La humildad del hombre hacia el hombre me agobia y cuando considero mi propia persona en relación con el universo, lo que soy y lo que es Él, el mismo al que llamamos el más grande, y todavía, aquí está lo divino del hombre, lloro cuando pienso que probablemente no recibirás hasta el sábado la primera noticia de mí. Tanto como me amas te amo. Buenas noches. Como estoy tomando los baños debo ir a acostarme. ¡Oh, Dios mío! ¡Tan cerca! ¡Tan lejos! ¿Acaso nuestro amor no es de veras una estructura celestial, y también tan firme como la bóveda del cielo?
Buenos días, el 7 de julio. Aunque aún estoy acostado, mis pensamientos van hacia ti mi Amada inmortal, a veces alegres y otras esperando saber si el destino nos oirá o no. Puedo vivir totalmente solo contigo, o no viviré. Sí, estoy decidido a vagar tanto tiempo lejos de ti hasta que pueda volar a tus brazos y decir que me siento realmente sereno contigo. Sí, infortunadamente así ha de ser. Tú debes dominarte tanto más cuanto que conoces la fidelidad que te profeso. Nadie puede poseer jamás mi corazón, nunca, nunca. ¡Oh, Dios mío, por qué uno tiene que separarse del ser Y sin embargo, mi vida en Viena es ahora muy desgraciada. Tu amor me convierte en el más feliz al mismo tiempo el más desgraciado de los hoi – A mi edad necesito una vida serena y tranquila. ¿Puede aspirarse a eso en nuestra relación? Ángel mío, acaban de decirme que la diligencia correo todos los días, por lo tanto, debo concluir aquí mismo, porque así podrás recibir inmediatamente carta. Serénate, sólo mediante la tranquila consideración de nuestra existencia podremos nuestro propósito de vivir unidos. Ten calma, ámame, hoy, ayer, qué doloroso anhelo de ti, de ti, mi vida, mi todo. Adiós. ¡Oh, continúa aman nunca juzgues mal el más fiel corazón de tu amado.
Siempre tuyo
siempre mía
siempre nuestro
L.

## Circunstancias externas

### Información de citas y ubicación del remitente y el destinatario
Beethoven no fechó completamente la carta, faltan el año y la ubicación. Por estas razones, fue extremadamente difícil identificar a la destinataria durante mucho tiempo. Las únicas pistas eran la afirmación de Beethoven "El lunes 6 de julio" y su comentario "Como bañista tengo que irme a dormir", según la cual se alojaba en un balneario. 
Beethoven también menciona que quería que la carta fuera enviada a "K" en diligencia y hace un exhaustivo recuento del estado de los caminos y de la lluvia y las complicaciones para llegar a su encuentro con la Amada Inmortal. Sobre la base de sus comentarios sobre el servicio postal, Max Unger concluyó que Beethoven se alojaba en la ciudad balneario bohemia de Teplice y que la carta se enviaría a través de Karlsbad. Por lo tanto, era razonable suponer que la carta fue escrita en julio de 1812, cuando Beethoven se encontraba en Teplitz para curarse. Goethe estaba en Karlsbad al mismo tiempo y había anotado casi exclusivamente un clima lluvioso en su diario. Así, la datación del año 1812 fue apoyada por más pruebas. 
Un análisis de la marca de agua del papel de carta realizado por Joseph Schmidt-Görg en la década de 1950 brindó una certeza definitiva, que reveló que Beethoven usó el mismo tipo de papel para algunas otras cartas en el verano de 1812, pero ni antes ni después.

### Supuesta reunión en Praga
La carta también revela que Beethoven aparentemente se había encontrado con su amada poco antes, muy probablemente en Praga, donde hizo una escala del 1 al 3 de julio, procedente de Viena, antes de continuar hacia Teplice el 4 de julio. En Praga tenía una cita con Karl August Varnhagen von Ense en la noche del 3 de julio - una reunión que, sin embargo, no se llevó a cabo porque el 14 de julio Beethoven escribió a Varnhagen: "Siento,  no haber podido pasar la última noche en Praga con vosotros, sólo una circunstancia que no podía haber previsto me impidió hacerlo". Se cree que fue el encuentro aparentemente imprevisto con la "Amada Inmortal" lo que le impidió ver a Varnhagen.

### Apartamentos de Beethoven en Teplice
Beethoven vivió inicialmente en Teplice en la casa Zur goldenen Sonne en Badeplatz n.º 72, en la esquina de Schlossplatz. El 7 de julio se trasladó a una habitación en el edificio Zur Eiche en la Langen Gasse n.º 62, la calle principal de Teplice. La mudanza también está documentada por la carta de Beethoven, en la que escribe al principio: "Mi apartamento no estará disponible hasta mañana".

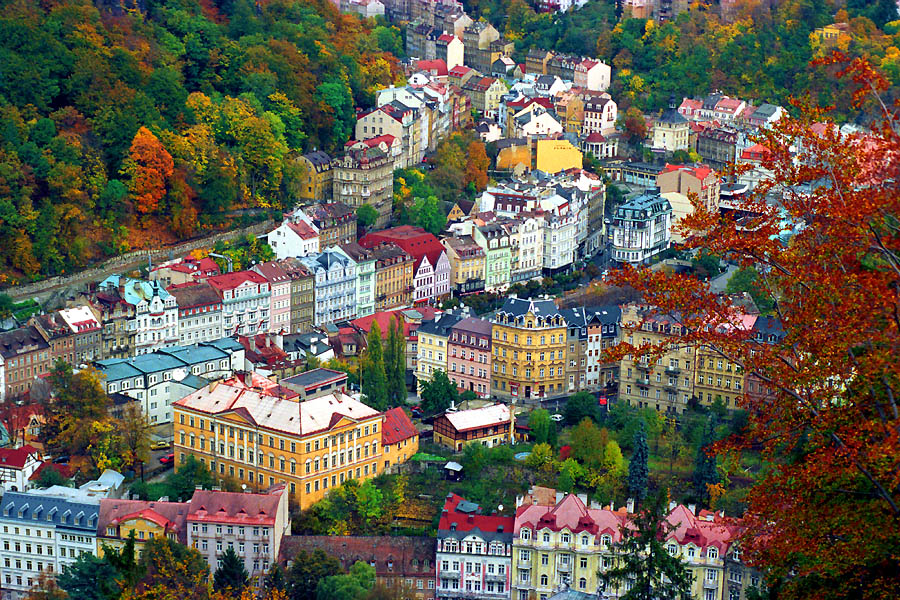
Karlovy Vary

### Las listas de los balnearios de Karlovy Vary y los informes policiales
Generalmente se supone que Beethoven quería enviar la carta a la "Amada Inmortal" a "K.", en  Karlsbad (Karlovy Vary), por lo que las listas de spa y los registros de la policía se consideran una fuente importante para determinar la destinataria. Hoy se conservan en el archivo Státní okresní (Archivos del Distrito Estatal) de Karlsbad (Karlovy Vary). Una guía de viaje de Karlsbad (Karlovy Vary) de 1812 dice lo siguiente sobre el procedimiento de registro estrictamente regulado:
```
“En las primeras horas inmediatamente posteriores a la llegada, todo residente y extranjero tiene que llenar un aviso impreso, que el anfitrión le presenta bajo su responsabilidad. Las rúbricas son: 1. Nombre y apellido del huésped, sus familiares y sirvientes. 2. Otro personal. 3. Lugar de nacimiento y residencia. 4. Lugar de estancia anterior. 5. Propósito del viaje. 6. Con qué ocasión vino. 7. Cuántas semanas o días piensa permanecer aquí. 8. Ha pagado el impuesto turístico legal (tasa de natación) porque se queda aquí por más de 8 días. 9. N.º de pasaporte o documento. 10. A excepción de los sirvientes que ha traído con usted, cada huésped del spa de ambos sexos, si permanece aquí por más de 8 días, también para niños si tienen 13 años o adultos, tiene que pagar al arrendador 4 fl, que luego tiene que entregar al ayuntamiento junto con el pasaporte. [...] Los pasaportes permanecen en el departamento de policía contra un recibo hasta el día de salida."
[
5
]
```

Por lo tanto, era casi imposible permanecer de incógnito en Karlsbad. Incluso si te quedabas en la ciudad por poco tiempo, no tenías que pagar el impuesto de estancia, pero sí tenías que dejar tu pasaporte en la policía hasta la partida. Basándose en una sospecha del investigador checo Bohumil Plevka, Harry Goldschmidt todavía creía que "no se registraban las estancias cortas", pero no podía probarlo. La guía de viaje citada, que Plevka y Goldschmidt no conocían, sugiere que las normas policiales no permiten excepciones de este tipo. Esto simplifica las investigaciones actuales, porque todo indica que el nombre de la persona desconocida se puede encontrar en los registros de informes policiales de la época. En 1812, fue el jefe de policía de Karlsbad, Adalbert Grass, quien vigiló a los invitados y eventos en la ciudad. Grass también informó a sus superiores sobre el concierto benéfico que Beethoven -que viajó de Teplitz a Karlsbad alrededor del 27 de julio- dio en Karlsbad el 6 de agosto.
La relevancia de las fuentes policiales solo se reconoció relativamente tarde. Fueron utilizadas por primera vez en la década de 1960 por el investigador neoyorquino George Marek, y luego en 1972 por el especialista en Beethoven Maynard Solomon, quien también vivía en Nueva York.
Algunos investigadores consideran posible que la carta fuera transportada más allá de Karlsbad a un lugar más distante, posiblemente a Franzensbad.

## Candidatas principales
En 1977, Harry Goldschmidt publicó un libro seminal titulado To the Immortal Beloved. Un inventario en el que sometió a todas las candidatas del círculo de Beethoven a un extenso examen, tras el cual sólo quedaron dos mujeres. Ambas estaban casadas y tenían varios hijos: Josephine Stackelberg, de soltera Brunsvick, viuda Deym y Antonie Brentano, cuñada de Clemens Brentano y Bettina von Arnim. Goldschmidt argumentó que las circunstancias "internas" se aplicaban mejor a Josephine, quien, sin embargo, no podía demostrar que hubiera viajado a Praga y Karlovy Vary en el momento pertinente, mientras que ambas se cumplían con Antonie Brentano. La disputa sobre cuál de estas dos mujeres era la desconocida ha adquirido rasgos de guerra religiosa en el mundo profesional.

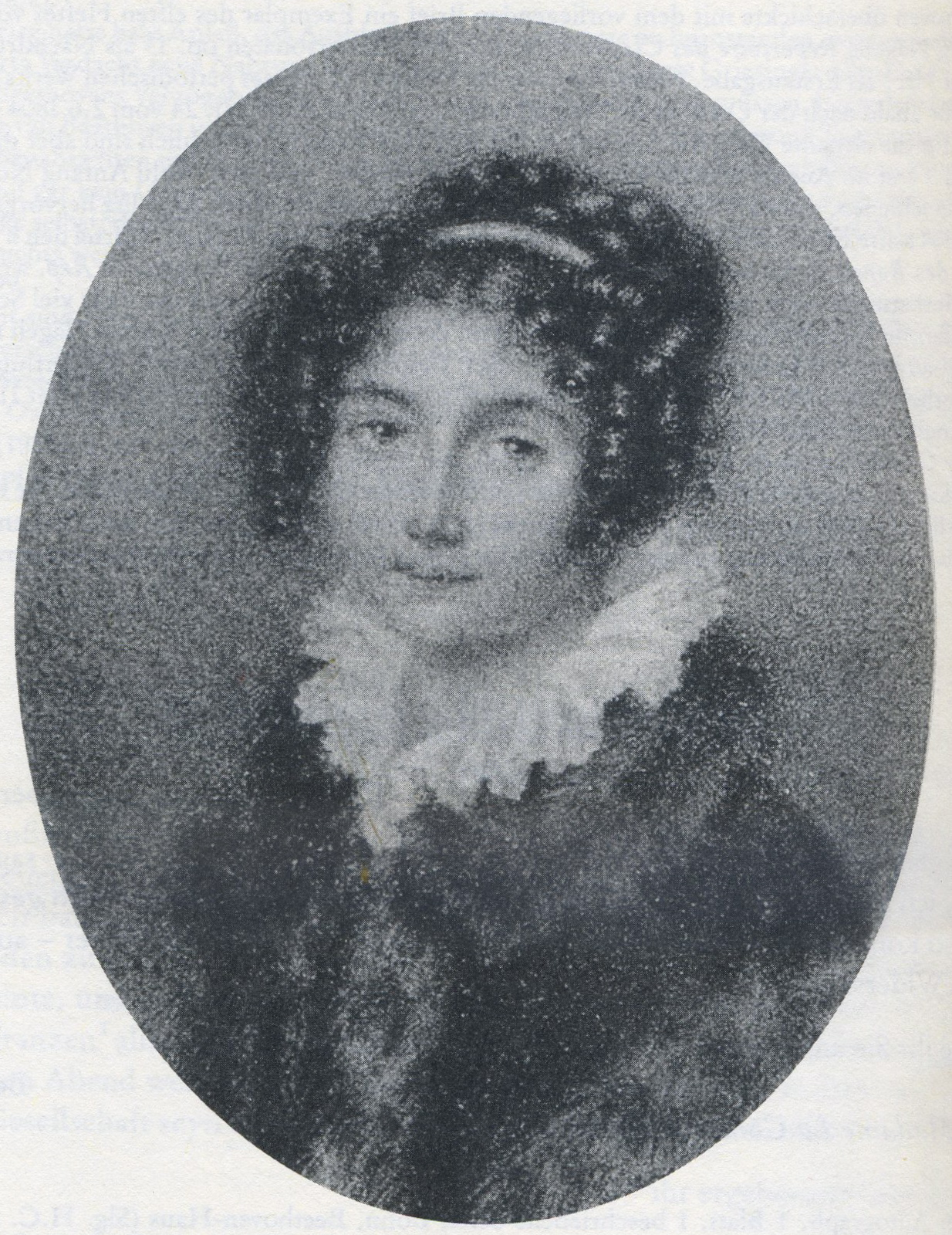
Josephine Brunsvik

### Josephine Brunsvik
El escritor francés Romain Rolland, quien se decantó inicialmente por Therese Brunsvik en 1928, también notó el fuerte afecto de Josephine por Beethoven cuando la familia Brunsvik le permitió leer las entradas del diario de Therese, inéditas en ese momento. En 1954, Siegmund Kaznelson proporcionó una serie de otros argumentos de peso a favor de Josephine Brunsvik como la "Amada Inmortal" (desde 1799, la condesa Josephine Deym von Stritetz, casada con Christoph Baron von Stackelberg en segundas nuncias desde 1810). Al efecto no solo evaluó el diario de Therese, publicado por Czeke en 1938, sino que pensó que era concebible que el séptimo hijo de Josephine, la hija Minona von Stackelberg (8 de abril de 1813, Viena - 27 de febrero de 1897, Viena), que nació exactamente nueve meses después de conocer a la "Amada Inmortal" (3 de julio de 1812) pudo haber sido hija de Beethoven. Kaznelson vio un apoyo decisivo para esta tesis en el hecho de que el matrimonio entre Josephine y Stackelberg se había roto en gran medida en el momento en cuestión: el barón Stackelberg evidentemente había dejado a su esposa y familia unas semanas antes.
Las tesis de Kaznelson fueron retomadas por primera vez un año después por la pareja de historiadores franceses Jean y Brigitte Massin, quienes apreciaron plenamente la hipótesis de  Josephine en su compendio sobre Beethoven y la describieron como la "menos absurda".
En 1957 la Beethovenhaus de Bonn publicó por primera vez trece [en realidad catorce] cartas de amor de Beethoven a  Josephine, así como un fragmento conservado en la copia de  Josephine, que Beethoven había escrito a  Josephine durante su viudez entre 1804 y 1809, y que en tono y redacción se asemejaba claramente a la famosa carta de julio de 1812. En estas cartas, por ejemplo, Beethoven llama a  Josephine "ángel" y "mi todo" además de "única amada", mientras que en la famosa carta de julio de 1812 se dirige a la destinataria como "mi ángel, mi todo, mi ego" y luego se refirió a ella como su "Amada Inmortal". El libro también contenía algunos borradores de cartas de  Josephine a Beethoven del mismo período. Sin embargo, el hecho de que se hiciera evidente a partir de la correspondencia que  Josephine se había alejado de Beethoven en el otoño de 1807 bajo la presión de la familia incitó al director de la Casa de Beethoven en ese tiempo y editor de la correspondencia, Schmidt-Görg a un prólogo en el que, ignorando las conclusiones de Kaznelson, postuló que la correspondencia prueba el final definitivo de la historia de amor, y que  Josephine, por lo tanto, no podría haber sido la "Amada Inmortal".
En 1970, la tesis fue retomada por Brigitte y Jean Massin, quienes presentaron un cuidadoso estudio musicológico además de su compendio sobre Beethoven, basado en comparaciones de texto con las catorce cartas publicadas anteriormente y sobre la base de huellas en las composiciones de Beethoven para Josephine haciéndola, con mucho, la candidata más plausible para la "Amada Inmortal". Especialmente en el "Minueto lírico" escrito para  Josephine, el Andante favorito WoO 57, cuya importancia biográfica solo se hizo evidente a través de la publicación de las catorce cartas de amor a  Josephine en la década de 1950 ("- aquí tú - tú - Andante -"), creen haber encontrado una cifra semántica para "Jo-se-phi-ne" que, en su opinión, recorre la obra completa de Beethoven en numerosas metamorfosis.
En 1977 se publicó el estudio básico de Harry Goldschmidt To the Immortal Beloved, en el que pudo eliminar a todas las demás candidatas excepto a Antonie Brentano y  Josephine Brunsvik. No favoreció oficialmente a ninguna de las dos mujeres, pero indirectamente indicó simpatía por la hipótesis de  Josephine. Con respecto a  Josephine, logró, entre otras cosas, examinar la extensa correspondencia de la familia Brunsvik entre 1799 y 1821 en la propiedad de la familia Deym en el sur de Bohemia. Además, continuó desarrollando el enfoque de "la música como documento biográfico" desarrollado por los Massin.

### Antonie Brentano

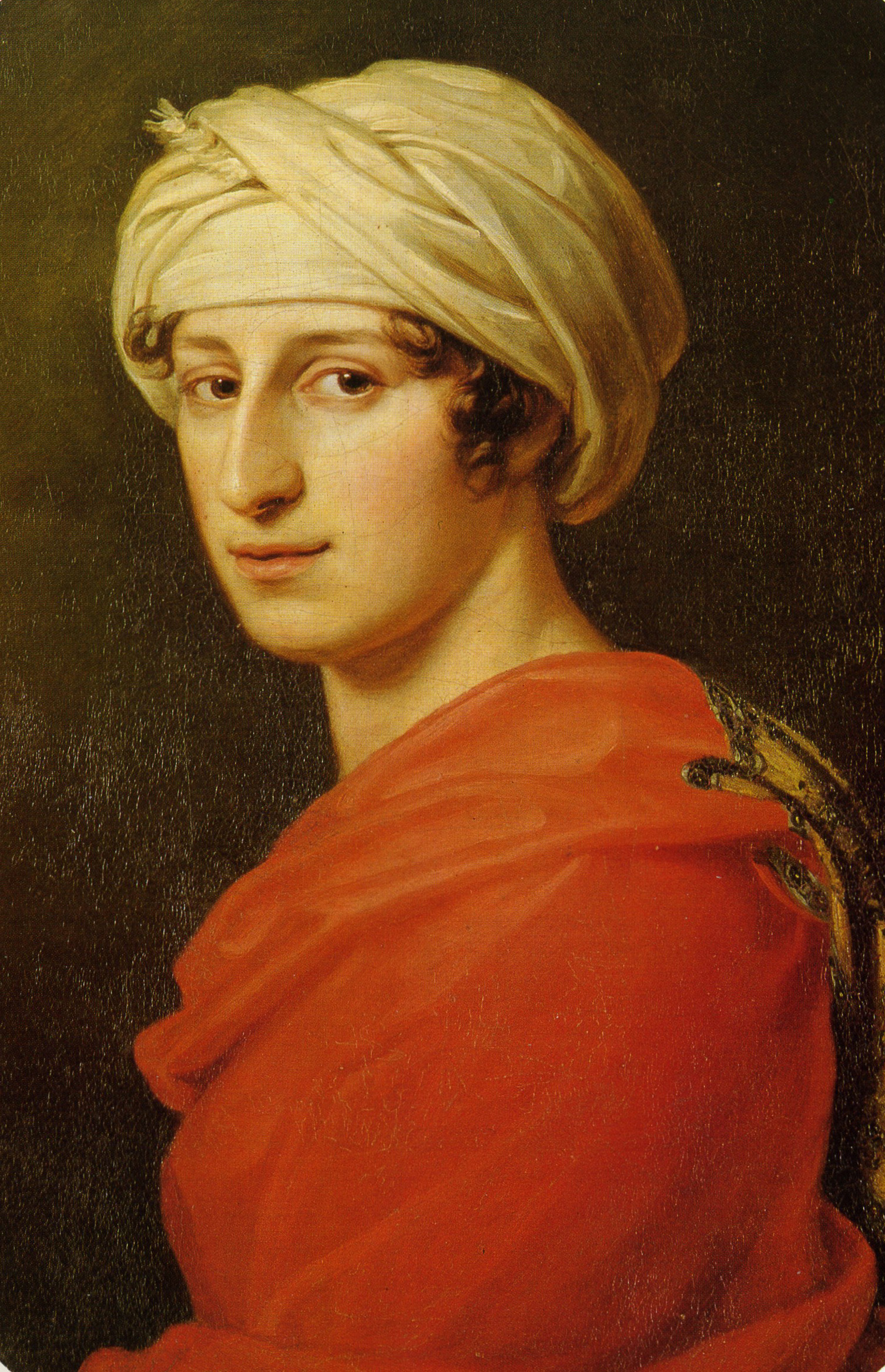
Antonie Brentano

La hipótesis de que la desconocida podría haber sido Antonia Brentano fue propuesta por primera vez en 1955 por Jean Massin (1917-1986) y su esposa Brigitte (1927-2002): "La suposición de que podría haber sido Antonie Brentano es al mismo tiempo seductora y absurda.” Independientemente de esto y con una detallada justificación, el periodista musical Yayoi Aoki presentó la tesis en 1959 por primera vez en Japón. Sin embargo, los tres autores aún no habían podido investigar en los archivos de Karlsbad y Teplice -en lo que entonces era el Bloque del Este-, lo que ahora se considera indispensable para una discusión seria. Esto fue hecho por primera vez por George Marek en la década de 1960. Sobre la base de los materiales que Marek había recopilado en lo que entonces era Checoslovaquia, en 1972 Maynard Solomon volvió a presentar con más detalle la tesis de que la destinataria era Antonie Brentano. Otra candidata, que había sido ignorada en gran medida hasta entonces, se había convertido en el foco de interés. La tesis de Solomon fue corroborada en 2001 por un artículo completo de Klaus Martin Kopitz, que contiene numerosas fuentes previamente desconocidas sobre los años de Antonie Brentano en Viena, incluidas cartas a su cuñada Bettina von Arnim.
```
“La carta, que no estaba fechada desde hace mucho tiempo, ahora está fechada con mucha precisión en el 6 de julio de 1812, por hallazgos de filigrana y otros hallazgos, escritos en Teplitz. Sobre todo, Beethoven escribe en la carta que está dirigida a una mujer en Karlsbad[,] y en Karlsbad todavía hay registros policiales de esa época”.
```

– Klaus-Martin Kopitz
Antonie Brentano era hija de Johann Melchior Edler von Birkenstock y se había casado con el banquero Franz Brentano en Viena el 20 de julio de 1798 y desde entonces vivía con él en Frankfurt del Meno. En agosto de 1809 regresó a Viena por varios años, inicialmente para cuidar a su padre gravemente enfermo, quien murió el 30 de octubre. Antonie Brentano fue así la única heredera de su gran villa en el suburbio de Landstrasse, en la Erdberggasse n.º 98, y de una valiosísima colección de arte, que vendió en los años siguientes. La colección se encuentra ahora en gran parte en la Albertina. En total, la herencia se estimó en 144.474 florines.
Beethoven conoció a Antonie Brentano a finales de mayo de 1810 a través de su cuñada Bettina Brentano. Pronto se desarrolló una profunda amistad entre los dos, y en su diario Antonie Brentano habla de una “afinidad electiva”. El 11 de marzo de 1811 le escribió a Bettina que Beethoven se había convertido en "una de sus personas más queridas" y que le visitaba "casi todos los días". La misma carta afirma que ella no había visto a su esposo durante seis meses. Esta carta, junto con otros documentos, sugiere que la pareja Brentano estaba considerando cada vez más una separación permanente durante este período:
- Incluso antes del viaje de Antonie Brentano a Viena, los niños estaban "divididos". Antonie Brentano se llevó a sus tres hijas Maximiliane, Josefa y Fanny a Viena, mientras que su hijo Georg se quedó con su padre en Frankfurt.
- Antonie Brentano extendió la liquidación de la casa de su padre más de tres años.
- Franz Brentano parece haber estado apenas en Viena en los tres años. Incluso el contacto por carta era extremadamente pequeño. El 20 de febrero de 1810, Antonie Brentano le escribió a Bettina Brentano en Berlín que Franz Brentano estaba "enterrado en un negocio" en Frankfurt. El 11 de marzo de 1811, informó lacónicamente a Bettina Brentano: "No escucho ni una palabra de Sandgasse [la casa Brentano en Frankfurt donde tiene su sede la empresa]".[15]
- Del 16 de junio al 8 de julio de 1810, Antonie Brentano se quedó con su hija Josefa -sin Franz Brentano- para una cura en Karlsbad y luego en Franzensbad.[15]
- Del 30 de julio al 24 de agosto de 1811, ella y su hija Josefa, nuevamente sin Franz Brentano, van a Karlsbad y desde el 26 de agosto a Franzensbad.[15]

En marzo de 1812, Beethoven le entregó el manuscrito original de su canción An die Geliebte (WoO 140), que había compuesto en diciembre de 1811 y había escrito en el registro de la cantante bávara Regina Lang. Esto podría ser una indicación de que Antonie Brentano se veía a sí misma como la amante de Beethoven. El Trío para piano de un movimiento en si bemol mayor, WoO 39, también da testimonio de sus frecuentes contactos con Antonie Brentano. 1812. La dedicatoria dice: "para mi pequeña amiga Maxe Brentano para animarla a tocar el piano. – lvBthwn.” La hija de Antonie Brentano, Maximiliane, tenía 10 años en ese momento y luego se casó con el funcionario Friedrich von Blittersdorf. Aparentemente era una buena pianista, pues en 1820 Beethoven le dedicó la Sonata para piano en mi mayor, Op. 109.
Solomon pudo demostrar que Antonie, ahora junto con su esposo, llegaron a Praga en el momento preciso, el 3 de julio de 1812, donde se hospedaron en el Hotel "Rotes Haus" en la Jesuitengasse n.º 147, esquina con la Egidigasse. (hoy Karlova ulice 44) descendencia. Además, pudo explicar de manera plausible cómo ella pudo haber descubierto que Beethoven también estaba en la ciudad: exactamente el 3 de julio de 1812, apareció un informe en el Oberpostamts-Zeitung de Praga en idioma alemán sobre algunos de los extranjeros que estaban en Praga, incluido : “Hr. Barón Wilson, teniente. E. H. Ludwig, de Viena. El Sr. v. Beethoven, compositor, de Viena". El hotel "Zum Schwarzen Roß" estaba ubicado en la Ciudad Nueva de Praga, Alte Allee (luego Auf dem Graben, hoy Na příkopě) No. 861, y tenía muy buena reputación: "La ubicación de la magnífica casa es agradable, las habitaciones limpias y grandes, el servicio rápido". Además, el compañero de viaje de Beethoven, el joven Karl Wilhelm von Willisen, amigo de Karl August Varnhagen von Ense, vivía en el mismo hotel que Antonie Brentano. Por lo tanto, podría haber informado a Beethoven que estaba en Praga y pedirle que se reuniera con él.
Al intentar reconstruir el encuentro de Praga del 3 de julio de 1812, es interesante que Beethoven mencione a un diplomático en la carta a su amada, el príncipe Pablo Antón III Esterházy, a quien Beethoven volvió a ver en Teplice. Al príncipe lo llama "Esterhazi" y, por lo tanto, podría suponer que ella sabía a quién se refería de la familia noble ampliamente ramificada. Que Esterházy se alojó en Praga en el elegante hotel "Erzherzog Karl" en la Karmelitergasse n.º 379, a solo unos 1000 m del alojamiento de Antonie Brentano en la "Casa Roja". Una explicación concebible para la mención de Esterházy sería que Antonie Brentano había sugerido al "Archiduque Carlos" para la reunión de la noche del 3 de julio, donde el compositor conoció al príncipe amante de la música, quien podría haberle preguntado sobre sus planes de viaje.
Además, se pudo probar que en la mañana del 4 de julio de 1812, Antonie Brentano viajó desde Praga a Karlovy Vary con su esposo, su hija Fanny de 5 años y una niñera alrededor de las 6 a. m., y llegó con su familia el 5 de julio y se mudó a la casa de huéspedes "Zum Auge Gottes"("Ojo de Dios"). Es el Café Pupp de hoy, que pertenece al famoso Grandhotel Pupp. Después de la fecha de llegada, la lista de spa anota: "Sr. Franz Brentano, banquero de Frankfurt, junto con su esposa e hija", junto con una "Bona" (niñera); cinco semanas se dan como la duración probable de la estancia. Esto concuerda exactamente con la carta de Beethoven a la "Amada Inmortal", de la que se puede inferir que él asumió que ella estaba en "K" [Karlsbad] en el momento en que se escribió la carta.
A fines de julio de 1812, Beethoven también viajó a Karlsbad y también se mudó allí a la pensión "Ojo de Dios". En Karlovy Vary conoció al violinista Giovanni Battista Polledro, con quien dio un concierto el 6 de agosto de 1812. Luego viajó a Franzensbad con la familia Brentano, donde él y los Brentano también se alojaron en el mismo sitio.
Entonces los Brentano y Beethoven se separaron para siempre: Beethoven regresó a Teplice durante varias semanas, mientras que Antonie Brentano viajó con su familia a Viena y luego a Frankfurt. Beethoven aludió a los días que pasamos juntos en su carta a Antonie Brentano del 6 de febrero de 1816, en la que dice: "Me gusta recordar las horas que pasé en compañía de ustedes dos como las más inolvidables".

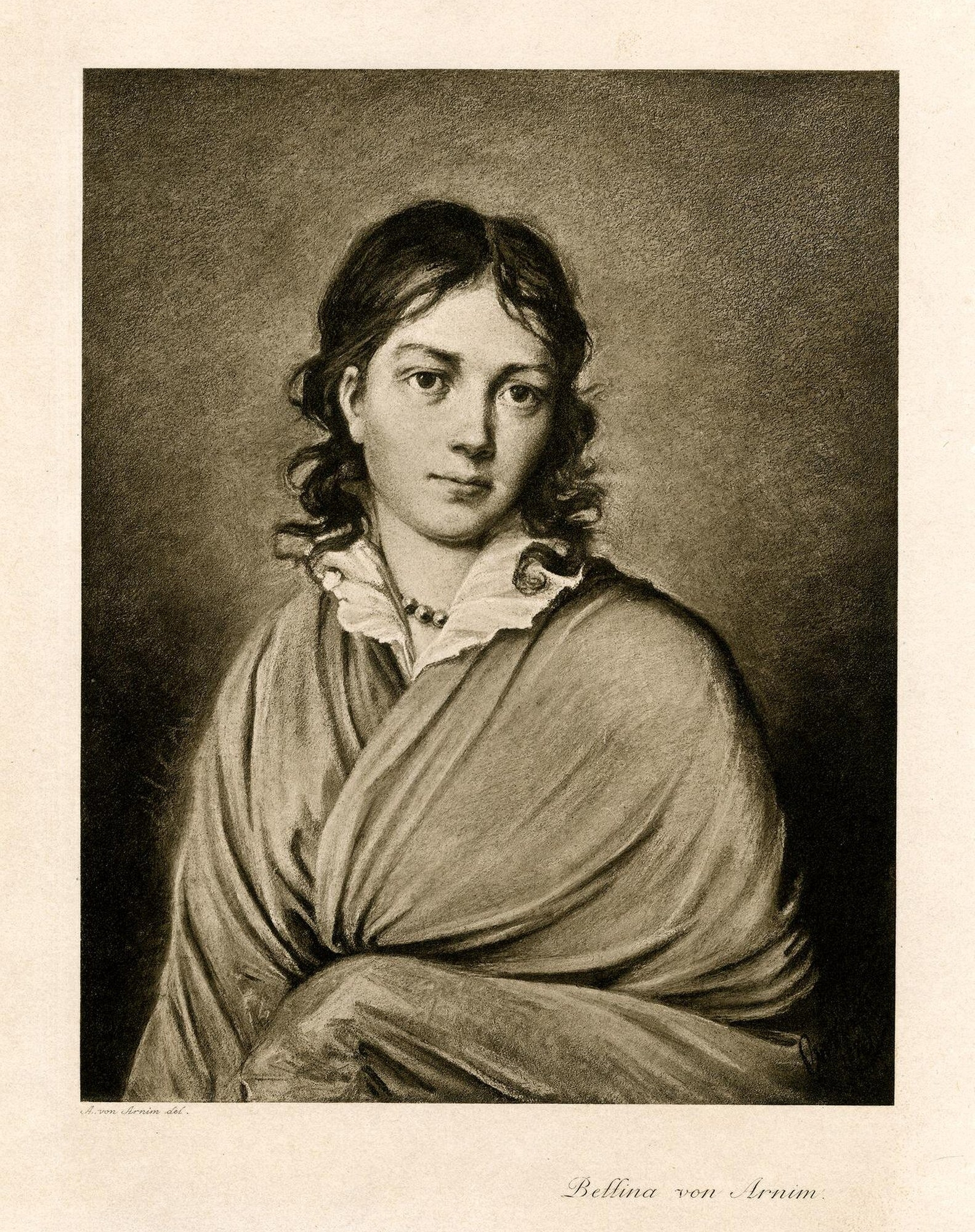
Bettina von Arnim

Antonie Brentano nunca volvió a Viena después de eso, pero permaneció en estrecho contacto con Beethoven. Todavía en 1819 hizo campaña, en vano, para que Beethoven hiciera que su sobrino Karl fuera educado por el famoso maestro Johann Michael Sailer. El compositor incluso se acercó personalmente al emperador Francisco II el 22 de junio de 1819. El conocido retrato de Beethoven de Joseph Karl Stieler fue encargado por Antonie Brentano en 1820. En 1822 el compositor le dedicó la edición inglesa de la última Sonata para piano en do menor, Op. 111, y en 1823 las Variaciones Diabelli, Op. 120, a ella. 
Desde entonces, la tesis de Solomon, que puede pretender cumplir con todos los requisitos externos, ha dominado la discusión en los países de habla inglesa y en Japón. Sin embargo, tiene una serie de inconsistencias. En el caso de Antonie Brentano, sin embargo, las fuentes supervivientes no son tan numerosas como para permitir un análisis detallado de su relación con Beethoven. Sus cartas a miembros de la familia contienen pocos indicios de su profunda admiración por el compositor.
La autora inglesa Susan Lund argumenta que Karl Joseph Brentano, concebido en mayo/junio de 1812, más de un mes antes de que se escribiera la carta a la "Amadoa Inmortal", podría ser hijo de Beethoven. Nació el 8 de marzo de 1813 en Fráncfort del Meno y padecía graves discapacidades físicas y psíquicas, cuyas consecuencias falleció el 18 de mayo de 1850. Su tumba se encuentra en la cripta 48 del cementerio principal de Frankfurt, donde otros miembros de la familia Brentano también encontraron su último lugar de descanso. Lund ve una indicación de que Franz Brentano no era el padre de Karl Joseph en el hecho de que escribe en una carta que tiene "un solo hijo" [Georg].
Algunos investigadores de Beethoven ya han considerado la posibilidad de una comparación de ADN para verificar la paternidad.

## Otras candidatas

### Bettina von Arnim
Walden (2011) argumenta que Bettina von Arnim era la "Amada inmortal" de Beethoven basándose en la suposición de que dos de las cartas de Beethoven que publicó más tarde en su vida son genuinas. En general, estas cartas, así como algunas que Bettina afirma haber recibido de Goethe, son vistas por los investigadores como falsificaciones y no son reconocidas. "Si esta carta a Bettina es genuina, se habría probado de manera concluyente que Bettina era la Amada Inmortal, pero el original se ha perdido y su autenticidad ahora es muy cuestionada. … su honradez y su amor a la verdad se consideran hoy dudosos”.

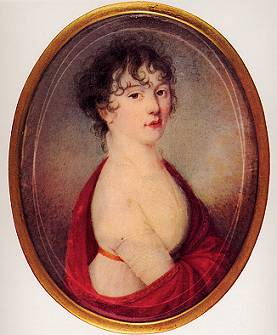
Giulietta Guicciardi

### Julie ("Giulietta") Guicciardi
La carta de Beethoven fue publicada por primera vez en 1840 por el antiguo ayudante de Beethoven, Anton Schindler, quien la había encontrado en la casa del compositor. En su biografía de Beethoven Schindler, que no sabía la fecha de la carta, nombró a la joven condesa Giulietta Guicciardi como destinataria, una especulación que su prima Therese Brunsvik puso en duda inmediatamente después de la publicación. Después de leer la biografía de Schindler, anotó en su diario el 12 de noviembre de 1840: “Tres cartas de Beethoven, supuestamente a Giulietta?” El 15 de enero de 1847, anotó: “Tres cartas a Giulietta, probablemente serían para Josephine a quien amaba apasionadamente.” Josephine Brunsvik era la hermana de Thereses Brunsvik. El principal argumento contra Giulietta Guicciardi es que Beethoven solo tuvo contacto con ella alrededor de 1801/02, mientras que ella vivió con su esposo en Nápoles desde 1803 hasta 1822 y evidentemente no tuvo más contacto con Beethoven.

### Teresa Brunsvik

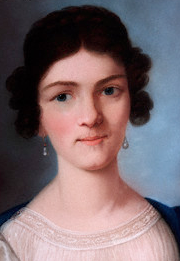
Dora Stock Retrato de Amalie Sebald

Otra candidata fue Therese Brunsvik, por quien hizo campaña el entonces renombrado investigador de Beethoven Alexander Wheelock Thayer, pero bajo la suposición errónea de que la carta fue escrita en 1807. Además, Tenger publicó un diario ficticio de Therese Brunsvik en 1890, que parecía respaldar la suposición de Thayer, pero pronto se descubrió que era una falsificación. Fragmentos de las memorias genuinas de Therese fueron publicados por primera vez casi 20 años después por La Mara, quien inicialmente también interpretó el enamoramiento por Beethoven expresado en ellos como una señal de amor secreto. La Mara luego corrigió su punto de vista al examinar cartas y documentos del patrimonio de Brunsvik que se hicieron accesibles después de la Primera Guerra Mundial. De estos documentos se desprende que la hermana de Therese Brunsvik, Josephine, había tenido un contacto intenso con Beethoven durante su viudez entre 1804 y 1807, pero esto obviamente despertó una gran preocupación entre las hermanas de Josephine, Therese y Charlotte. De estas fuentes (todavía muy incompletas), La Mara fue el primero en sacar la conclusión, aunque también fechó la carta en 1807: “Estaba convencido de que […]  Josephine, la condesa viuda Deym, era la ‘Amada inmortal’ de Beethoven […] ."

### Amalia Sebald
En 1910, Wolfgang Alexander Thomas-San-Galli hizo una primera contribución importante a la discusión sobre la destinataria, y planteó la tesis de que la carta estaba dirigida a la cantante berlinesa Amalie Sebald. En los meses de verano de 1811 y 1812, conoció brevemente a Beethoven en los baños de Bohemia, que, como muestran las cartas y notas supervivientes, había adquirido todas las características de un fuerte coqueteo al menos en 1811. Aunque la tesis de Thomas-San-Galli ya no se discute hoy en día, a través de su sólida investigación, por ejemplo, sobre las citas, creó la base sobre la cual los investigadores posteriores podrían construir.

### Dorothea von Ertmann
En 1969, después de una extensa investigación, el escritor musical de Nueva York George Marek (1902–1987) sugirió que Dorothea von Ertmann podría haber sido la “Amada inmortal” de Beethoven. Marek fue el primer autor occidental en recibir permiso para investigar los archivos checos en Praga, Teplice y Karlovy Vary. Podía ver las listas de registro de la policía, así como las listas del spa y el Oberpostamts-Zeitung de Praga, que también proporcionaba información sobre los huéspedes que habían llegado. Sin embargo, su tesis fue cuestionada en 1972 por el investigador de Beethoven Maynard Solomon, también de Nueva York, ya que Dorothea von Ertmann llegó a Karlsbad el 25 de junio de 1812, es decir, antes del 3 de julio de 1812, cuando el compositor dice: "nos conocimos en Praga". No hay otra evidencia de que ella podría haber sido la mujer que estaba buscando. En 1977, la tesis de Marek fue discutida nuevamente por Harry Goldschmidt y también rechazada.